# PDF24 Creator
PDF24 Creator — безплатне прикладне програмне забезпечення, для створення і редагування електронних документів у стандарті PDF. Працює на операційних системах сімейства Windows. За допомогою програми можна проводити різні операції з сторінками PDF-документу (видалення, вставка, копіювання, переміщення), а також зберігати документ у різних форматах графічних файлів і специфікаціях PDF.

## Особливості установки
На сайті програми надано два посилання для завантаження програми: для приватного та комерційного використання. Між ними немає відмінностей, ні в правах на використання, ні у функціоналі програми, — за обома посиланнями завантажується один і той самий файл. Для установки програми через мережу можна завантажити дистрибутив програми у форматі MSI, який підтримує різні параметри установки. Створення портативної версії програми, зі слів розробника, неможливо, оскільки потрібна установка віртуального принтера PDF в операційній системі.

## Можливості програми
1. Багатомовний інтерфейс, у тому числі український.
2. Кілька режимів перегляду і редагування PDF-документа.
3. Створення віртуального принтера PDF (у PDF можна перетворити документ будь-якої програми, якщо у ній є функція друку).
4. Можливість повернути всі сторінки документа або тільки виділені сторінки з кроком у 90°.
5. Виконання різних операцій зі сторінками PDF-документа: видалення вибраних сторінок, копіювання, вставка скопійованих сторінок.
6. За допомогою функції drag-and-drop, переміщення сторінок всередині одного документа або між різними документами, створення нового документа з окремих сторінок початкового.
7. Витяг тексту з усього PDF-документа у текстовий файл.
8. Можливість склеїти вибрані документи в один.
9. Прі збереженні документа можна вибрати якість PDF, специфікацію PDF (PDF 1.2, PDF 1.3,PDF 1.4,PDF 1.5,PDF/X-3,PDF/A-1,PDF/A-2). Задати інформацію про PDF-документ (список джерел, автора, заголовок, суб'єкт, ключові слова). Виставити налаштування безпеки (шифрування, пароль, задати дозволи: друкувати, редагувати, змінювати структуру, копіювати текст і зображення, заповнювати форми, додавати і змінювати коментарі). Налаштувати використання у документі водяних знаків, електронного цифрового підпису, цифрового паперу, роздільності, стиснення і шрифтів.
10. Можливість зберігати документи з використанням раніше налаштованих профілів.
11. Збереження у форматах графічних файлів: PS, EPS, PCL, PNG, JPEG, BMP, PCX, TIFF, PSD.
12. Відправка PDF-документа електронною поштою (через налаштовану за промовчанням програму) або факсом (через сайт програми, ця функція платна).
13. Регулярне безкоштовне оновлення програми (оновлення виходять, приблизно, раз на місяць).

## Ліцензія
Офіційна мова ліцензії — німецька.
Ліцензія дозволяє безплатне використання програми як в особистих, так і в комерційних цілях.
Текст ліцензії дозволяє розповсюдження програми на терені Європейського союзу. Однак на форумах технічної підтримки розробники заявляють, що не збираються переслідувати користувачів за межами ЄС.